# Remphan hopei
Remphan hopei là một loài bọ cánh cứng trong họ Cerambycidae.